# 阿爾塔米拉 (亞利桑那州)
阿爾塔米拉（英語：Alta Mira）是位於美國亞利桑那州馬里科帕縣的一個非建制地區。該地的面積和人口皆未知。

## 地理
阿爾塔米拉的座標為33°19′32″N 111°54′28″W / 33.32556°N 111.90778°W，而該地的平均海拔高度為361米（即1184英尺）。